# Phoenix International
Phoenix International este o compilație promoțională lansată de formația Phoenix cu ocazia concertului omonim ce a avut loc la data de 28 octombrie 2013 în clubul „Silver Church” din București, fiind oferită cadou pentru fiecare bilet achiziționat. Spectacolul s-a axat în special pe creațiile în limba engleză din repertoriul Phoenix, compuse preponderent în perioada de exil din Germania de Vest, lucru reflectat și în conținutul acestui disc. Pe lângă reluările de pe albumele anterioare, compilația de față include trei variante de piese publicate în premieră: „Balada” (într-o versiune extinsă, de aproape 9 minute, înregistrată de Covaci și Cristi Gram), „Meșterul Manole” (într-o a treia versiune, imprimată mai recent) și „Bounty Man”. Ultima reprezintă varianta cu textul original, cel în engleză, a piesei „Hăituit”, apărută în 2005, pe albumul Baba Novak.
Alături de componenții formației, la evenimentul „Phoenix International” au mai participat, în calitate de invitați, soliștii Mony Bordeianu și Bogdan Munteniță, violoniștii Cristina Kiseleff și Teodor Tomulescu.
Pe 31 august 2019, odată cu publicarea albumului de restituiri The 80s, a apărut o variantă reeditată a compilației Phoenix International. CD-ul reeditat reprezintă o producție independentă a formației (cu sprijinul firmei DB Schenker) și a apărut într-o grafică nouă, realizată de Alexandru Daneș.

## Piese
1. Bounty Man needitată anterior (2005)
2. Empire of Vampires Aniversare 35 (1997)
3. Running SymPhoenix/Timișoara (1992)
4. Balada versiune needitată anterior
5. Iovano; Iovanke În umbra marelui urs (2000)
6. The Measure of a Man În umbra marelui urs (2000)
7. Gypsy Story Transsylvania (1981)
8. Wedding Transsylvania (1981)
9. Gypsies on the Run Back to the Future... (2008)
10. Meșterul Manole versiune needitată anterior
11. Stars Dance SymPhoenix/Timișoara (1992)
12. Would You Follow Me...? SymPhoenix/Timișoara (1992)

Muzică: Nicolae Covaci (1, 2, 3, 6, 7, 8, 9, 10, 11, 12); Moni Bordeianu (9); Ciprian Porumbescu, aranjament Nicolae Covaci (4); tradițional, aranjament Nicolae Covaci (5)

Versuri: Tom Buggie (2, 7, 8); Paul Jellis (3, 6); Rolf Möntmann (7, 11); Moni Bordeianu (9, 11); John Kirkbride (12); texte populare (5, 10)
Observație: Pe coperta albumului, melodia „Gypsies on the Run” (9) este atribuită doar lui Moni Bordeianu, deși ea a fost compusă de tandemul Bordeianu/Covaci. Ca autor al versurilor piesei „Stars Dance” (11) este menționat doar Moni Bordeianu, nu și Rolf Möntmann, în timp ce textul popular al piesei „Meșterul Manole” (10) este atribuit greșit poetului Vasile Alecsandri. Autorul versurilor pentru piesa „Bounty Man” (1) nu este trecut pe copertă.